# Super Bowl XI
Il Super Bowl XI è stata una partita di football americano tra i campioni della American Football Conference (AFC), gli Oakland Raiders e quelli della National Football Conference (NFC), i Minnesota Vikings per decidere il campione della National Football League (NFL) per la stagione 1976. I Raiders sconfissero i Vikings con un punteggio di 32–14 conquistando il loro primo Super Bowl. La gara si tenne il 9 gennaio 1977 al Rose Bowl a Pasadena, California.
Questa fu la seconda apparizione dei Raiders al Super Bowl dopo avere perso il Super Bowl II. La loro stagione regolare si concluse con un record di 13–1 prima di battere i New England Patriots e i Pittsburgh Steelers nei playoff. I Vikings furono alla loro quarta apparizione al Super Bowl ed erano alla ricerca del loro primo titolo, dopo un bilancio di 11–2–1 nella stagione regolare e vittorie nei playoff su Washington Redskins e Los Angeles Rams.
Oakland guadagnò un record del Super Bowl di 429 yard, incluso un altro record di 288 nel primo tempo. Dopo un primo quarto senza punti segnati, Oakland segnò su tre possessi consecutivi, portandosi in vantaggio per 16-0 alla fine del primo tempo. I Raiders misero a segno anche due intercetti nel quarto periodo, incluso uno del cornerback Willie Brown ritornato per 75 yard in touchdown. Il wide receiver di Oakland  Fred Biletnikoff, che ricevette 4 passaggi per 79 yard che diedero il via a tre touchdown dei Raiders, fu nominato MVP del Super Bowl. Tra gli altri wide receiver che hanno ricevuto questo premio, Biletnikoff è l'unico ad avere ricevuto meno di cento yard.

## Formazioni titolari
| Oakland          | Ruolo     | Minnesota        |
| ---------------- | --------- | ---------------- |
| Attacco          |           |                  |
| Cliff Branch     | WR        | Ahmad Rashād     |
| Art Shell        | LT        | Steve Ridley     |
| Gene Upshaw      | LG        | Charlie Goodrum  |
| Dave Dalby       | C         | Mick Tingelhoff  |
| George Buehler   | RG        | Ed White         |
| John Vella       | RT        | Ron Yary         |
| Dave Casper      | TE        | Stu Voigt        |
| Fred Biletnikoff | WR        | Sammy White      |
| Ken Stabler      | QB        | Fran Tarkenton‡  |
| Mark Van Eeghen  | FB        | Brent McClanahan |
| Clarence Davis   | RB        | Chuck Foreman    |
| Difesa           |           |                  |
| John Matuszak    | LE        | Carl Eller       |
| Dave Rowe        | NT-LDT    | Doug Sutherland  |
| Otis Sistrunk    | RDE-RDT   | Alan Page        |
| Phil Villapiano  | LOLB-RE   | Jim Marshall     |
| Monte Johnson    | LILB-LOLB | Matt Blair       |
| Willie Hall      | RILB-MLB  | Jeff Siemon      |
| Ted Hendricks    | ROLB      | Wally Hilgenberg |
| Skip Thomas      | LCB       | Nate Wright      |
| Willie Brown     | RCB       | Bobby Bryant     |
| George Atkinson  | SS        | Jeff Wright      |
| Jack Tatum       | FS        | Paul Krause      |

## Punti realizzati
- 1° quarto:

Nessuno
- 2° quarto:

field goal da 24 yard di Erroll Mann - 0-3
touchdown di Dave Casper su passaggio di una yard da Ken Stabler (extra-point convertito) - 0-10
touchdown di Pete Banaszak su corsa di una yard (extra-point fallito) - 0-16
- 3° quarto:

field goal di 40 yard di Erroll Mann "0-19"
touchdown di Sammy White su passaggio di 8 yards da Fran Tarkenton (extra-point convertito) - 7-19
- 4° quarto:

touchdown di Pete Banaszak su corsa di 2 yard (extra-point convertito) - 7-26
touchdown di Willie Brown su ritorno di intercetto di 75 yard (extra-point fallito) - 7-32
touchdown di Stu Voigt su passaggio da 13 yard di Bob Lee (extra-point convertito)  - 14-32